# Ізолабелла
Ізолабелла (італ. Isolabella, п'єм. Isolabela) — муніципалітет в Італії, у регіоні П'ємонт,  метрополійне місто Турин.
Ізолабелла розташована на відстані близько 500 км на північний захід від Рима, 26 км на південний схід від Турина.
Населення — 398 осіб (2014).
Щорічний фестиваль відбувається 20 серпня. Покровитель — San Bernardo.

## Демографія
Населення за роками:

Станом на 1 січня 2023 року в муніципалітеті офіційно проживало 9 іноземців з 4 країн, серед них 4 громадяни країн Євросоюзу.

## Сусідні муніципалітети
- Челларенго
- Пойрино
- Вальфенера
- Вілланова-д'Асті